# Yalorixá

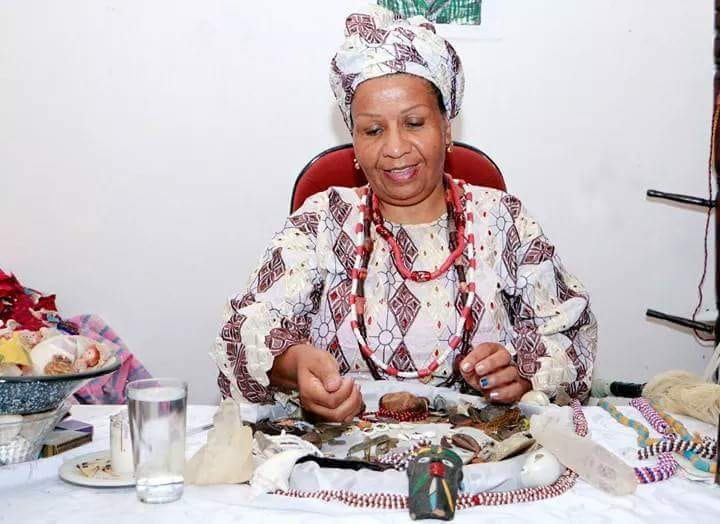
Eine Yalorixá (Edna de Baru).

Yalorixá oder Iyalorixá (Kurzform Yá oder Iyá, männliche Form Babalorixá) ist eine Priesterin und spirituelle Führerin eines Terreiro de Candomblé.
In der Sprache der Yorubá bedeutet Iyá Mutter (portugiesisch: mãe), auch in Verbindung mit Iyaiyá (Mama, portugiesisch: mamãe) oder Iaiá. Das Wort wird in den verschiedenen Formen afro-brasilianischer Religionen genutzt, vor allem aber im Candomblé. Oft wird die Kurzform als Zusatz vor einem Wort verwendet, wie zum Beispiel in Yabassê (verantwortliche für rituelle Speisen) oder Yalaxé (verantwortlich für die Altare), um eine Verbindung zur mütterlichen Urkraft Yámi (meine Mutter), aber auch zur engen Verbindung mit der Yalorixá selbst herzustellen.
Die Yalorixá ist verantwortlich für alle rituellen und organisatorischen Abläufe des Terreiro. Sie ist spirituelle Mutter (auch Mãe de Santo) für die Mitglieder (Filhos) der Gemeinschaft. In priesterlicher Funktion ist ihre Aufgabe die Bewahrung und Weiterentwicklung der Orixátradition, also die Kultivierung der rituellen Bezugnahme und Anrufung göttlicher Dimensionen der Natur. Außerdem sorgt sie sich als spirituelle Lehrerin um die Initiation und Ausbildung aller Filhos. In profaner Funktion trägt sie den Terreiro auch organisatorisch, ist die Leiterin der sozialen Gemeinschaft, die ein Terreiro immer auch ist. Meist lebt sie selbst im Terreiro und ist als Achse Tag und Nacht in ihrer Funktion als Yalorixá. 
Unterstützt wird sie von erfahrenen, meist hoch eingeweihten Filhos, die in speziellen Funktionen besonders ausgebildet sind und ihr Führungsaufgaben abnehmen, z. B. in Musik, Altargestaltung, Ritualgestaltung, Speisen, Kleider, Paramente, Kräuter.
Die bekanntesten Yalorixás in Brasilien waren und sind Mãe Aninha (Ilê Axé Opô Afonjá, Salvador, Brasil), Mãe Senhora (ebenfalls Ilê Axé Opô Afonjá) und Mãe Menininha (Terreiro do Gantois, Salvador, Brasilien).

## Deutschsprachige Literatur
- Inga Scharf da Silva: Umbanda – Eine Religion zwischen Candomblé und Kardezismus. Über Synkretismus im städtischen Alltag Brasiliens Reihe: Spektrum. Berliner Reihe zu Gesellschaft, Wirtschaft und Politik in Entwicklungsländern Bd. 83, Berlin 2004, ISBN 3-8258-6270-4
- Franz Höllinger: Religiöse Kultur in Brasilien. Zwischen traditionellem Volksglauben und modernen Erweckungsbewegungen. Campus Verlag, Frankfurt/Main 2007, ISBN 978-3-593-38473-3
- Claudio G. Matthes: Afrikanische Religiosität und die Neureligionen in Brasilien. Dissertation Universität Tübingen, Kulturwissenschaftliche Fakultät, Tübingen 2007, als pdf veröffentlicht
- Astrid Reuter: Das wilde Heilige. Roger Bastide und die Religionswissenschaft seiner Zeit. Campus, Frankfurt/Main 2000, ISBN 3-593-36603-7
- Kreszmeier, Astrid Habiba und Banda Profana: Ilê Axé Oxum Abalô. Zur Arbeit in und mit Orixátraditionen. Hörbuch. Terra Sagrada International, Stein/AR 2009, ISBN 978-3-033-02054-2